# Гайфа Вагбі
Гайфа Вахбі або Гайфа (араб. هيفاء وهبي, нар. 10 березня 1976, Махруна) — популярна в арабському світі ліванська співачка, актриса та модель. Фіналістка конкурсу краси Міс Лівану.